# تقسية (صناعة)

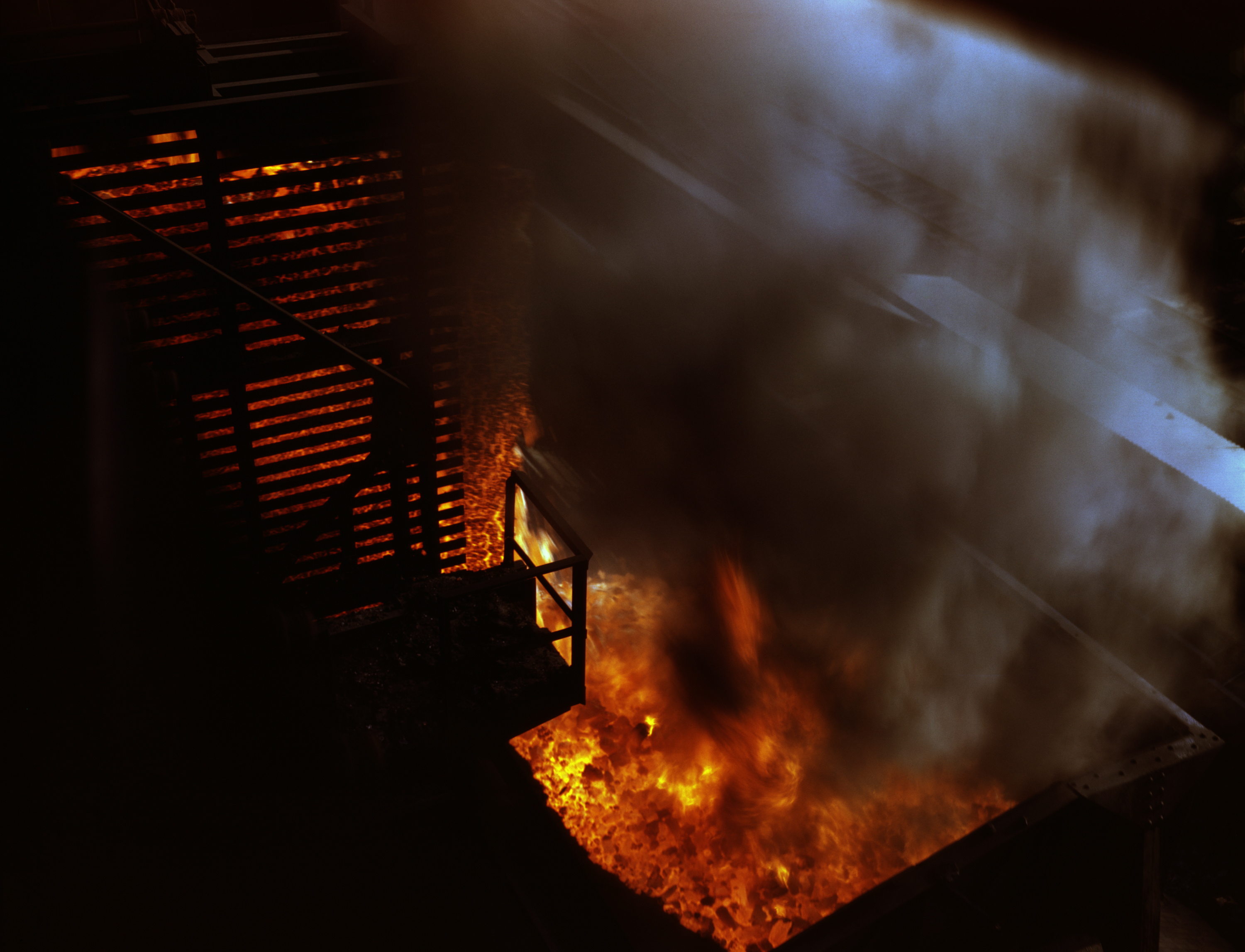
فحم الكوك في عربة تبريد سريع، أفران هانا الموجودة في مؤسسة جريت ليكس لصناعة الفولاذ، ديترويت، ميتشيجان، نوفمبر 1942.

في علم المواد، تُعد تقسية المعدن أو تصليد عملية تبريد سريع لقطعة معدنية بقصد الحصول على بعض خواص المادة. فهي تمنع حدوث العمليات التي تتم في درجات حرارة مرتفعة مثل تحولات الأطوار، وذلك عن طريق تضييق وقت التبريد مما يساعد على سرعة إتمام التفاعل ويجعله مواتيًا للديناميكا الحرارية. فعلى سبيل المثال، تحد تلك العملية من نسبة التبلور، وهذا بدوره يزيد من متانة السبائك واللدائن (الناتجة خلال عملية البلمرة «الكوثرة»).
في علم الفلزات، يشيع استخدام تلك العملية والتي تزيد من صلادة الصلب عن طريق تحويل البنية الداخلية للصلب إلى طور المارتنسيت، وفي هذا الطور ينبغي تبريد الصلب بسرعةٍ فائقة عبر نقطة يوتيكتويد «التصلب»، وهي درجة الحرارة التي يصبح عندها طور الأوستنيت غير مستقر. وتقل نقطة يوتيكي «التصلب» كثيرًا في حالة سبيكة الصلب التي تحتوي على عناصر مثل النيكل والمنجنيز، بينما تبقى العوائق الحركية لعملية التحول الطوري كما هي. وهذا بدوره يساعد على حدوث عملية تقسية المعادن في درجات حرارة منخفضة، وجعلها أكثر سهولة. وفي حالة صلب السرعات عالية تتم إضافة عنصر التنجستن، والذي يعمل على رفع العوائق الحركية ويجعل المعدن يبدو كما لو كان تبريده تم بسرعة أكبر من واقع الأمر. كما أن تبريد مثل هذه السبائك في الهواء ببطء يحقق الكثير من النتائج المرجوة من عملية تقسية المعدن.
ويمكن أن يَحُول التبريد فائق السرعة دون تشكُل البلورات، وهذا يؤدي إلى إنتاج مادة لابلورية أو ما يُسمى بـ «الزجاج المعدني».

## تقسية المعدن بالتقسية
التَقْسِيَة أو التَصْلِيد عن طريق التبريد بالتقسية هو عملية ميكانيكية يتم فيها رفع درجة صلادة سبائك الصلب والحديد الزهر. وتتكون هذه المعادن من السبائك والمعادن الحديدية. وتتم هذه العملية عن طريق تسخين المادة إلى درجة حرارة معينة، تتوقف على نوع المادة، ثم تبريدها سريعًا. وهذا بدوره يؤدي إلى إنتاج مواد أكثر صلادة إما عن طريق تَصْلِيد السطح أو تَصْلِيد كتلة المادة نفسها وذلك بناءً على المعدل الذي تم تبريدها عنده. وفي كثيرٍ من الأحيان يتم تقسية المادة للحد من درجة الهشاشة التي قد تزداد أثناء عملية الصلادة بالتقسية. ومن المواد التي يمكن تقسيتها بالتقسية: التروس، والمحاور، وقوالب القياس.

### وصف العملية
تبريد المعادن بالتقسية هو عملية تتم على مراحل متعاقبة، وتتم أولى خطواته عن طريق تغطيس المعدن، وهي عملية تسخينه لدرجة الحرارة المناسبة. ويمكن إجراء التسخين باستخدام الهواء الساخن في (فرن هوائي)، أو باستخدام مغطس التقسية. ويستغرق الوقت اللازم لتسخين المادة في الفرن الهوائي من دقيقة إلى دقيقتين لكل ملليمتر من سمك القطعة. وقد تطول الفترة الزمنية قليلاً في حالة استخدام المغطس الساخن. أما عند استخدام مغطس من الملح أو مغطس من الرصاص يمتد الوقت المخصص لتسخين المادة نحو ست دقائق. وفي كل الأحوال يجب تجنُب تغيير درجة الحرارة أو زيادتها أثناء عملية التسخين. وعادةً ما يتم تسخين معظم المواد من أي نقطة إلى درجة حرارة تتراوح بين 815 إلى 900 °م (1,500 إلى 1,650 °ف).
بعد ذلك تأتي الخطوة الثانية وهي عملية تبريد القطعة المعدنية. ويُعد الماء واحدًا من أوساط التقسية عالية الكفاءة.وباستخدام الماء يُمكن الحصول على درجة صلادة عالية للغاية، ولكن قد يُحدث في بعض الأحيان تِشويهًا وشقوقًا صغيرة في المعدن. ويمكن استخدام زيوت الحيتان، وزيوت بذرة القطن، والزيوت المعدنية كأوساطٍ للتقسية في حالة الاستغناء عن درجة الصلادة العالية. وذلك لأن من خصائص تلك الزيوت التأكسد وتكوين الشوائب، وتلك الخصائص تقلل بدورها من كفاءة عملية التقسية. ف (معدل التبريد) في حالة التقسية بالزيت يكون أقل بكثير منه في حالة التقسية بالماء. ويمكن الوصول إلى معدلات تبريد وسطية بين الماء والزيت باستخدام مياه تحتوي على نسبة 10-30% من اليوكون من شركة داو للكيماويات DOW، وهي مادة لها معكوس ذوبان وبالتالي تترسب على الجسم المعدني لكي تخفض معدل التبريد.
وللحد من نسبة تشويه المواد يتم تقسية القطع الأسطوانية الطويلة رأسيًا؛ بينما القطع المسطحة تُسقى عند الحواف؛ أما القطع السميكة فيجب إدخالها إلى المغطس أولاً. ويتم هز المغطس لمنع تكون الفقاعات الهوائية.

### تأثير التَصْلِيد بالتقسية
توجد البنية الدقيقة للمادة قبل تعرضها لعملية التصليد بالتقسية في هيئةٍ حُبيبية من البرليت وفي طبقاتٍ متجانسة. ويُعد البرليت بنية رقائقية تتكون من طبقاتٍ متبادلة من الفيريت والسمنتيت. وهو الطور الذي يتكون عند تصنيع الصلب والحديد الزهر وتبريدهما ببطء. وتتحول البنية الدقيقة للمادة بعد عملية التصليد بالتقسية إلى طور المارتنسيت على هيئة حبيبيات متجانسة على شكل إبري.
ومن الضروري قبل استخدام هذه التقنية البحث عن ثوابت معدل التفاعل لتبريد الحالات المثارة من أيونات المعادن.[بحاجة لمصدر]

### الأجهزة المستخدمة
يوجد ثلاثة أنواع من الأفران التي تُستخدم عادةً في عملية التصليد بالتقسية وهي:: فرن حمام الملح، والفرن المستمر، والفرن الصندوقي. ويتوقف استخدام كل منها على نوعية عملية التصليد المطلوب إجراؤها على مختلف المواد.

### الأوساط المستخدمة في عملية التبريد بالسقي
هناك العديد من الوسائط التي تستخدم لتقسية المعادن. وضمن الوسائط الشائعة: الهواء، والماء المالح (المحلول الملحي)، والزيت والمياه. وتُستخدَم هذه الوسائط لزيادة حدة التبريد.

## مِسَاحَة التقسية
مساحة التقسية هي خاصية بالغة الأهمية في 
دراسة الاحتراق. ويمكن تعريفها كأصغر ثقب يمكن أن يمر خلاله اللهب. فالهيدروجين على سبيل المثال له بُعد تقسية يصل إلى 0.64 مم.[بحاجة لمصدر]